# Filaret (Lebiediew)
Filaret, imię świeckie Aleksandr Michajłowicz Lebiediew (ur. 28 maja?/9 czerwca 1887 w Riazaniu, zm. 24 maja 1958) – rosyjski biskup prawosławny.

## Życiorys
W 1908 ukończył seminarium duchowne w Riazaniu. Wyjechał następnie do Rygi, gdzie został zatrudniony jako nauczyciel języka rosyjskiego w szkołach miejskich oraz psalmista w cerkwi Zwiastowania. W 1914, jako mężczyzna żonaty, został wyświęcony na kapłana. Od 1915 do 1918 był kapelanem 2 Bałtijskiego pułku kawalerii. Po rozformowaniu jednostki wrócił do rodzinnego Riazania i służył w cerkwi św. Mikołaja (do 1922), a następnie w soborze katedralnym. W 1923 otrzymał godność protoprezbitera.
W 1930 został skazany na trzy lata łagru. W obozach spędził łącznie ok. dziesięciu lat. Zwolniony na początku 1943, podjął pracę duszpasterską w cerkwi Ikony Matki Bożej „Wszystkich Strapionych Radość” w Miczurińsku. Uczestniczył w Soborze Lokalnym Rosyjskiego Kościoła Prawosławnego w 1945. W roku następnym zmarła jego żona, w następstwie czego 20 kwietnia 1948 złożył wieczyste śluby mnisze, przyjmując imię Filaret.
W tym samym roku otrzymał godność archimandryty, a następnie 9 maja 1948 przyjął chirotonię biskupią. Ceremonia miała miejsce w soborze Objawienia Pańskiego w Moskwie z udziałem konsekratorów: patriarchy moskiewskiego i całej Rusi Aleksego, arcybiskupa dmitrowskiego Witalisa oraz biskupa możajskiego Makarego. Filaret (Lebiediew) objął urząd biskupa riazańskiego i kasimowskiego. W 1951 został podniesiony do godności arcybiskupiej. Jeszcze w tym samym roku został przeniesiony na katedrę ryską i łotewską. W 1952 był ponadto locum tenens eparchii wileńskiej i litewskiej. Eparchią ryską zarządzał do śmierci w 1958. Został pochowany w Miczurińsku.